# 水野長勝
水野 長勝（みずの ながかつ）は、戦国時代の武将。母・覚法院殿は徳川家康の母・伝通院殿の姉であり、長勝は家康の従兄弟にあたる。

## 生涯
水野成清の子として生まれる。
天文2年（1533年）3月、2歳のとき、父・成清が自害し、母と共に刈谷に逃れる。母が松平家広と再婚し、以後、家広に養育された。
成長後は、織田信長に仕えた。尾張国石ヶ瀬川の戦いで戦功を挙げ、感状を与えられた。信長の死後は北条氏政に仕え、北条氏邦に属した。
後北条氏滅亡後の天正19年（1591年）7月、旗本に取り立てられた。武蔵国男衾郡のうち、赤浜・能増2か村800石を賜り、赤浜村に陣屋を置いた。
慶長7年（1602年）5月、伏見城の城番となり、奏者番を兼ねた。このとき大和国宇智郡・葛下郡・式下郡のうちで2000石の加増を受けた。
慶長9年（1604年）6月22日、従五位下石見守に叙任。
慶長14年（1609年）11月3日、伏見において死去。享年78。法名は浄圓。昌国寺に葬られた。
娘と黒川正秀（北条氏房家臣、後旗本、次男の黒川正直は長崎奉行、大目付）の長男・忠貞が養子となり、跡を継いだ。

## 昌国寺
天正年間（1573年 - 1592年）、赤浜に昌国寺（曹洞宗）を建てたと伝わる。開山は曜室英旭。慶長2年（1597年）5月、母・覚法院殿が亡くなり、昌国寺に葬る。同4年（1599年）2月、昌国寺を菩提寺とする。